# 多米尼克·比若塔
多米尼克·比若塔（法語：Dominique Bijotat，1961年1月3日—），法国男子足球运动员，司职中场。他曾代表法国国家队参加1984年夏季奥林匹克运动会足球比赛，获得一枚金牌。